# سیواگیری، تیرانلولی
سیواگیری (به انگلیسی: Sivagiri) یک شهر در هند است که در ناحیه تیرانلولی واقع شده‌است. سیواگیری ۲۰٬۱۶۰ نفر جمعیت دارد و ۱۶۵ متر بالاتر از سطح دریا واقع شده‌است.